# Боасе (Еро)
Боасе (фр. Boisset) је насеље и општина у јужној Француској у региону Лангдок-Русијон, у департману Еро која припада префектури Безје.
По подацима из 2011. године у општини је живело 32 становника, а густина насељености је износила 1,83 становника/km². Општина се простире на површини од 17,47 km². Налази се на средњој надморској висини од 321 метар (максималној 794 m, а минималној 257 m).

## Демографија
| 1962. | 1968. | 1975. | 1982. | 1990. | 1999. | 2011. |
| ----- | ----- | ----- | ----- | ----- | ----- | ----- |
| 3     | 7     | 8     | 23    | 22    | 30    | 32    |

График промене броја становника у току последњих година